# 2015年10月逝世人物列表
2015年逝世人物列表：1月 - 2月 - 3月 - 4月 - 5月 - 6月 - 7月 - 8月 - 9月 - 10月 - 11月 - 12月
2015年10月逝世人物列表，是用于汇总2015年10月期间逝世人物的列表。

## 依日期排序

### 31日
- 伊万·弗尔吉奇，62岁，塞尔维亚摔跤运动员。[1]
- 赫洛爾·漢森（英语：Hroar Hansen），68歲，挪威政治人物和企業家。[2]（死亡公佈日期）
- 佐木隆三（日語：佐木 隆三），78歲，日本小説家。[3]
- 格斯·薩維奇（Gus Savage），90歲，美國報紙高管與政治人物，前美国众议院伊利諾州第二國會選區（英语：Illinois's 2nd congressional district）代表議員。[4]

### 30日
- 司南·撒米拉·薩姆（英语：Sinan Şamil Sam），41歲，土耳其職業拳擊手，死於肝衰竭。[5]
- 賴敏華，56歲，澳門海關關長，懷疑自殺身亡。[6]
- 迈尔·丹尼尔斯（Mel Daniels），71歲，美國籃球運動員（印第安纳步行者）。[7]
- 克雷顿·埃尔德弗（Clayton Alderfer），75歲，美国心理学家

### 29日
- 王品剛，54歲，中国企业人物，神華集團有限公司副總經理，中國神華能源股份有限公司高級副總裁。[8]
- 塔斯·約翰遜（英语：Tassie Johnson），77歲，澳洲澳式足球運動員。[9]
- 雅克·德勒克呂澤（英语：Jacques Delécluse），82歲，法國打擊樂手。[10]
- 兰科·热拉维察，85岁，塞尔维亚篮球教练。[11]

### 28日
- 黛安·沙勒邁恩（Diane Charlemagne），51歲，英國女歌手，死於癌症。[12]
- 彼得·巴雷特（英语：Peter Barrett (bishop)）（Peter Barrett），59歲，愛爾蘭聖公會主教，前卡舍爾與奧索里主教（英语：Bishop of Cashel and Ossory）。[13]

### 27日
- 金賢智（朝鲜语：김현지 (가수)），30歲，南韓女歌手，車內燒炭自殺身亡。[14]
- 松來未祐（日語：松来 未祐），本名松木美愛子（日語：松木 美愛子），38岁，日本聲優，死於肺炎。[15]
- 赫比·高因斯（Herbie Goins），76歲，美國R＆B歌手。[16]
- 生赖范义（日语：生頼範義），79岁，日本插画师，死於肺炎。[17]
- 蔡春輝，79歲，嘉義人，中華民國（台灣）空軍二級上將，首位台籍空軍上將。曾任空軍副總司令，國防部副參謀總長。[18]
- 於爾根·亨奇斯（英语：Jürgen Henkys），85歲，德國神學家。[19]

### 26日
- 山姆·薩彭（Sam Sarpong），40歲，英國出生的美國演員與模特兒，跳樓自殺身亡。[20]
- 史蒂夫·戈斯（Steve Goss），65歲，美國政治人物，前北卡罗来纳州参议院議員，死於癌症。[21]
- 利奥·卡达诺夫（英語：Leo Kadanoff），78岁，美国物理学家。[22]
- 刘铮，88岁，中国外交官，中华人民共和国开国元帅朱德的女婿，病逝。[23]

### 25日
- 費赫米·德米爾（英语：Fehmi Demir），58歲，土耳其政治人物，前權利與自由黨黨魁，死於交通意外。[24]
- 菲利普·桑德斯（英語：Flip Saunders），60歲，美國NBA明尼蘇達灰狼隊總教練，死於霍奇金淋巴瘤。[25]
- 丹尼斯·摩根（英语：Dennis Morgan (American football)）（Dennis Morgan），63歲，美國美式足球運動員（达拉斯牛仔），死於心臟病發。[26]
- 弗拉迪米尔·科布拉诺夫（捷克語：Vladimír Kobranov），88岁，捷克冰球运动员。[27]

### 24日
- 草婴，92岁，中国俄语翻译家。[28]
- 瑪琳·奧哈拉（英語：Maureen O'Hara），95歲，愛爾蘭裔演員及歌手，自然死亡。[29]
- 阿布·蘇萊曼·馬斯里（阿拉伯語：أبو سليمان الناصر），年齡不詳，敘利亞武裝分子，努斯拉陣線領袖。[30]（死亡公佈日期）
- 卡洛斯·包索紐（英语：Carlos Bousoño），92歲，西班牙詩人和文學批評家。[31]
- 揚·赫里佐斯托姆·科雷茨（英语：Ján Chryzostom Korec），91歲，斯洛伐克羅馬天主教主教，前天主教尼特拉教區耶穌會樞機和主教。[32]
- 桑德拉·彼得森（英语：Sandra Peterson (politician)）（Sandra Peterson），79歲，美國政治人物，前明尼苏达州众议院議員。[33]
- 張繼正，96歲，中國國民黨元老張群之子，曾任中華民國交通部長，財政部長，中央銀行總裁。

### 23日
- 陈鸿桥，49岁，中国国信证券总裁，自缢身亡。[34]
- 克魯諾斯拉夫·浩克（英语：Krunoslav Hulak），64歲，克羅地亞國際象棋特級大師，死於肺癌。[35]
- 帕里德·通布鲁斯（義大利語：Paride Tumburus），76岁，意大利足球运动员。[36]
- 墨菲·安德森（Murphy Anderson），89歲，美國漫畫書畫師（《超人》、《綠燈俠》），扎坦娜的創造者。[37]
- 萊昂·比伯（英语：Leon Bibb (musician)），93歲，美國民謠歌手。[38]
- 朱穆之，98歲，中国政治人物，曾任中央顾问委员会委员、国务院新闻办公室主任。[39]

### 22日
- 胡安·费雷尔（西班牙語：Juan Ferrer），60岁，古巴柔道运动员。[40]
- 阿諾德·克萊因（Arnold Klein），70歲，美國皮膚科醫生。[41]
- 田丰，本名田毓锟，87岁，香港及台湾演员（死讯公布日期）。[42]
- 林秋榮（Chu-Yung Lin），87歲，中華民國中央研究院第二十二屆(生命科學組)院士。[43]
- 切廷·阿勒坦（英语：Çetin Altan），88歲，土耳其作家和政治人物，前土耳其大国民议会議員。[44]
- 威廉·安切斯（英语：Willem Aantjes），92歲，荷蘭政治人物，前荷蘭國會第二院議員。[45]
- 杨纪珂，93歲，中国学者，中国致公党中央委员会原名誉副主席，中央社会主义学院原院长。[46]
- 张效祥，97岁，中国计算机科学家，中国科学院信息技术科学部院士。[47]

### 21日
- 法蘭西斯·金朵（英語：Francis Kiddle），73岁，英国集邮家。[48]
- 朱恩涛，77歲，中国政治人物，前国际刑警组织执委会副主席、教育顾问、终身名誉副主席、中国公安部原部长助理（副部长级待遇）。[49]
- 彼得·鮑德溫（英语：Peter Baldwin (actor)），82歲，英國男演員（《加冕街》）。[50]
- E·維吉爾·康威（英语：E. Virgil Conway），85歲，美國律師，銀行家，慈善家和大都會運輸署公務員。[51]
- 宋木文，86歲，中国政治人物，曾任文化部副部长、国家出版局局长、新闻出版署署长、国家版权局局长。[52]
- 奧西·朗費爾德（英语：Ossie Langfelder），89歲，奧地利出生的美國政治人物，前伊利诺伊州斯普林菲尔德市長。[53]
- 张秀龙，101岁，中国人民解放军开国少将，原武汉军区副司令员，病逝。[54]

### 20日
- 約納·馬嘉禮斯（英语：Yoná Magalhães），80歲，巴西女演員。[55]
- 約翰·斯科特（英语：John Scott (medical researcher)）（John Scott），84歲，新西蘭醫學研究員，前紐西蘭皇家學會院長。[56]
- 布赖恩·奥利弗（英語：Brian Oliver），86岁，澳大利亚田径运动员。[57]
- 苗春起，54岁，黑龙江哈尔滨人。在香港旅游时由于拒绝到珠宝店消费，被导游胡彦南(浙江人，後取得香港身份)、领队刘洋(安徽人，長居深圳)在香港红磡街上襲擊後死亡，後來法醫證實苗是死於心肌急性栓塞。[58]

### 19日
- 亞歷山德羅·普洛蒂（英语：Alessandro Plotti），83歲，意大利羅馬天主教主教，前天主教比薩總教區大主教。[59]
- 里昂·布拉姆萊特（Leon Bramlett），92歲，美國政治人物與美式足球運動員。[60]
- 伊尼亞齊奧·坎納沃（英语：Ignazio Cannavò），93歲，意大利羅馬天主教主教，前天主教墨西拿-利帕里島-聖盧恰德爾梅拉總教區大主教。[61]

### 18日
- 萩野浩基（日语：萩野浩基），75歲，日本政治人物、哲學家、僧人，前參議院與众议院議員。[62]
- 羅伯特·W·法誇爾（Robert W. Farquhar），83歲，美國太空總署飛行任務設計專家。[63]
- 哈利·韋爾蘭（Harry Verran），85歲，加拿大政治人物，前加拿大國會下議院議員。[64]
- 羅伯特·亨利·迪克森（Robert Dickerson），91歲，澳洲畫家，死於癌症。[65]

### 17日
- 霍華德·肯德爾（Howard Kendall），87歲，英國足球運動員和經理人（布莱克本流浪者、埃弗顿）。[66]
- 丹尼爾·德洛姆（英语：Danièle Delorme），89歲，法國女演員。[67]

### 16日
- 盛田幸妃（日語：盛田 幸妃），45歲，日本職業棒球選手。[68]
- 米哈伊尔·布尔采夫（俄語：Михаил Бурцев），59岁，俄罗斯击剑运动员。[69]
- 詹姆士·福勒（英語：James Fowler），75岁，美国神学家。[70]
- 拉爾夫·安德魯斯（Ralph Andrews），87歲，美國電視製片人，死於失智症。[71]

### 15日
- 内特·哈弗曼（Nate Huffman），40岁，美国职业篮球运动员，死於膀胱癌。[72]
- 李培斌，50歲，中国政治人物，曾任阳高县马家皂乡农业技术推广员、司法助理员，龙泉镇司法所所长、阳高县信访服务中心主任，是中共十八大代表，中华全国人民调解员协会常务理事。[73]
- 肯·泰勒（英语：Kenneth D. Taylor），81歲，加拿大外交官，1979年擔任駐伊朗大使時，協助六名美國外交人員成功逃出伊朗。[74]
- 张一纯，82岁，中国政治人物，北京市政协原副秘书长。[75]
- 尼爾·謝里丹（Neill Sheridan），93歲，美國棒球運動員（波士頓紅襪），死於肺炎。[76]

### 14日
- 爾迪·米拉萊斯（英语：Jordi Miralles），53歲，西班牙政治人物，前加泰罗尼亚议会議員。[77]
- 弗洛伦察·米哈伊（羅馬尼亞語：Florenta Mihai），60岁，罗马尼亚网球运动员。[78]
- 努尔兰·巴尔金巴耶夫，67岁，哈萨克斯坦前总理（1997 - 1999），死於癌症。[79]
- 傅民魁，78岁，中国口腔医学家，口腔医学教育家。[80]
- 马蒂厄·克雷库（法語：Mathieu Kérékou），82岁，前总统（1972 - 1991、1996 - 2006）。[81]
- 古田武彥（日语：古田武彦），89岁，日本歷史學家。[82]

### 13日
- 萩山教严（日语：萩山教嚴），83岁，日本前众议院议员，心脏衰竭。[83]
- 黃穗良，85歲，前港區全國人大代表吳康民之妻子。[84]
- 张景华，91岁，中国军事人物，曾任昆明军区参谋长，第六届全国人大代表。[85]

### 12日
- 薩姆·德布里托（Sam de Brito），46歲，澳洲專欄作家。[86]
- 阎保健，58岁，中国人民解放军海军副参谋长，病逝。[87]
- 阿卜杜拉·基戈達（英语：Abdallah Kigoda），61歲，坦桑尼亞政治人物，前工業和貿易部長（英语：Minister of Industry and Trade (Tanzania)）。[88]
- 塞尔焦·卡普拉里（義大利語：Sergio Caprari），83岁，意大利拳击运动员。[89]
- 熊倉一雄（日語：熊倉 一雄），88岁，日本声优，死於直肠癌。[90]
- 吴健民，95歲，中国政治人物，中共广东省顾问委员会委员，珠海市首任市长、市委书记，前港區全國人大代表吳康民之兄長。[91]

### 11日
- 豪爾赫·加伯特（西班牙语：Jorge Garbett），60歲，巴拉圭音樂家。[92]
- 汀恩·錢斯（英語：Dean Chance），74岁，美国棒球运动员。[93]
- 鲍勃·明克勒（英語：Bob Minkler），78岁，美国音频工程师。[94]
- 傑克·德雷克（英语：Jack Drake (politician)）（Jack Drake），81歲，美國政治人物，前艾奥瓦州众议院議員。[95]
- 周大风，92岁，中国作曲家、音乐教育家。[96]

### 10日
- 王富文（英語：Nicholas Tapp），63歲，国际社会人类学家、著名苗学研究专家。死於淋巴癌。[97]
- 埃利亞斯·斯卡夫（英语：Elias Skaff），66歲，黎巴嫩政治人物。[98]
- 理查德·赫克（Richard Heck），84歲，美國化學家，2010年諾貝爾化學獎得主。[99]
- 特克斯·鲁德洛夫（英語：Tex Rudloff），89岁，美国音频工程师。[100]

### 9日
- 戴夫·梅耶斯（Dave Meyers），62岁，美国NBA联盟的前职业篮球运动员，死於癌症。[101]
- 拉溫德拉·傑恩（Ravindra Jain），71歲，印度作曲家，死於腎臟疾病。[102]
- 尹鸿钧，78岁，中国物理学家，中国科学技术大学原副校长。[103]
- 賀維勳爵（英語：Lord Howe of Aberavon），88岁，英國保守黨政治家，財政大臣（1979年－1983年）、外交大臣（1983年－1989年），死於心臟病。[104]
- 杜润生（原名杜德），102岁，中国经济学家、农村问题专家，原中共中央农村政策研究室主任兼原国务院农村发展研究中心主任。[105][106]

### 8日
- 侯赛因·哈梅达尼（英语：Hossein Hamadani），伊朗革命卫队将领、陆军准将，在与伊斯兰国的战斗中阵亡。[107]
- 湯姆·古德（英语：Tom Goode (American football)）（Tom Goode），76歲，美國美式足球運動員。[108]

### 7日
- 项廷峰，46岁，中国金融人物，交银施罗德投资总监。[109]
- 多米尼克·德羅普希（法語：Dominique Dropsy），63岁，法国足球运动员。[110]
- 朱雷朗·泽德卡亚（Jurelang Zedkaia），65岁，马绍尔群岛政治人物，前总统（2009 - 2012），死於心脏病。[111]
- 哈里·加拉廷（Harry J. Gallatin），88岁，美国NBA联盟的前职业篮球运动员，死於手术并发症。[112]
- 埃琳娜·盧塞納（英语：Elena Lucena），101歲，阿根廷電影女演員。[113]

### 6日
- 斯塔西斯·保維來斯（英语：Stasys Povilaitis），68歲，立陶宛歌手和詩人。[114]
- 根茨·阿尔帕德（匈牙利語：Göncz Árpád），93岁，匈牙利前总统（1990 - 2000）。[115]
- 查尔斯·库斯顿·吉利斯皮（英語：Charles Coulston Gillispie），97岁，美国科学史学者。[116]

### 5日
- 香特尔·阿克曼（荷蘭語：Chantal Akerman），65岁，比利时电影导演及艺术家，自杀身亡。[117]
- 常贵德，65岁，中国相声演员。[118]
- 贺宁·曼凯尔（瑞典語：Henning Georg Mankell），67岁，瑞典作家，死於癌症。[119]
- 卡洛斯王子（西班牙語：Carlos de Borbón-Dos Sicilias），77歲，西班牙王子，卡拉布里亞公爵，波旁-两西西里王室西班牙系家族族长。[120]
- 李永泰，87岁，中国人民解放军中将，原空军副司令员（1982年—1993年）。[121]
- 喬斯·凡德魯（英语：Jos Vandeloo），90歲，比利時作家。[122]
- 袁乃晨，原名高润才，96岁，中国电影导演，被称为“新中国译制片之父”。[123]
- 陈玉平，100岁，美国华人作家。[124]

### 4日
- 戴夫·派克（Dave Pike），77歲，美國爵士樂音樂家。[125]
- 奧西勝（日語：奥 西勝），89岁，日本死刑犯（名张毒葡萄酒事件），监禁期间死于肺炎。[126]

### 3日
- 基塔，57岁，巴西足球运动员。[127]
- 芭芭拉·米克（Barbara Meek），81歲，美國女演員。[128]
- 丹尼士·希利（Denis Healey），98歲，英國工黨政治家，財政大臣（1974年—1979年）。[129]

### 2日
- 埃里克·阿圖羅·德爾巴列（Eric Arturo Delvalle），78岁，巴拿马政治人物，前副总统（1984 - 1985）、代总统（1985 - 1988）。[130]
- 阿瑟·勞森·約翰斯頓，第三代盧克男爵（Arthur Lawson Johnston, 3rd Baron Luke），82歲，英國貴族和政治人物。[131]

### 1日
- 哈迪·努魯茲（英语：Donald Seawell），30歲，伊朗足球運動員（柏斯波利斯），死於心臟病發。[132]
- 雅克·布罗丹（法語：Jacques Brodin），68岁，法国击剑运动员。[133]
- 攸瑟妮佳·蕊哲波娃，69歲，馬其頓歌手，死於肺癌。[134]